# Ландарі
Ландарі́ — село в Україні, у Диканській селищній громаді Полтавського району Полтавської області. Населення становить 425 осіб. До 2020 орган місцевого самоврядування — Андріївська сільська рада.

## Географія
Село Ландарі знаходиться на березі річки Вільхова Говтва, вище за течією на відстані 2,5 км розташоване село Степанівка, нижче за течією на відстані 1 км розташоване село Борисівка, на протилежному березі - село Сохацька Балка. Річка в цьому місці пересихає, її русло сильно заболочене.

## Історія
Село засноване в 1876 році. Раніше село мало назву Говтва
Станом на 1885 рік у колишньому власницькому селі Ландарівка Баляснівської волості Полтавського повіту Полтавської губернії мешкало 625 осіб, налічувалось 107 дворових господарств, існували 15 млинів.
12 червня 2020 року, відповідно до розпорядження Кабінету Міністрів України № 721-р «Про визначення адміністративних центрів та затвердження територій територіальних громад Полтавської області», село увійшло до складу Диканської селищної громади.
19 липня 2020 року, в результаті адміністративно - територіальної реформи та ліквідації Диканського району, село увійшло до складу новоутвореного Полтавського району.

## Економіка
- Молочно-товарна ферма.

## Об'єкти соціальної сфери
- Дитячий садок "Ромашка"
- Ландарівський сільський будинок культури

## Односельці
- Книш Павло Іванович (1939 — після 2000) — український радянський діяч, голова колгоспу, голова Павлоградського райвиконкому. Депутат Верховної Ради УРСР 11-го скликання.
- Павлій Дорош Оксентійович (1896 р. н., с. Ландарі Диканського р-ну Полтавської обл.) — селянин-одноосібник, проживав у с. Ландарі. Заарештований 25 лютого 1930 р. Засуджений Особливою нарадою при Колегії ДПУ УСРР 24 березня 1930 р. за ст. 54-10 ч. 1 КК УСРР до 3 років позбавлення волі. Реабілітований Полтавською обласною прокуратурою 31 січня 1990 р.[4]